# عبدالرزاق بدرخان
عبدالرزاق بدرخان (۱۸۶۴–۱۹۱۸) از روشنفکران و ملی‌گرایان معاصر کرد است. تأسیس نشریه کردستان در ارومیه و تأسیس اولین مدرسه کردی در شهر خوی به کمک سمکو از اقدامات اوست.